# Parchovany
Parchovany – wieś (obec) na Słowacji położona w kraju koszyckim, w powiecie Trebišov. Pierwsze wzmianki o miejscowości pochodzą z 1320 roku. 
Według danych z dnia 31 grudnia 2012 roku, wieś zamieszkiwało 1926 osób, w tym 978 kobiet i 948 mężczyzn.
W 2001 roku rozkład populacji względem narodowości i przynależności etnicznej wyglądał następująco:
- Słowacy – 88,82%
- Czesi – 0,11%
- Romowie – 10,92%
- Ukraińcy – 0,05%
- Węgrzy – 0,05%

Ze względu na wyznawaną religię struktura mieszkańców kształtowała się w 2001 roku następująco:
- Katolicy rzymscy – 87,44%
- Grekokatolicy – 7,74%
- Ewangelicy – 0,26%
- Prawosławni – 0,05%
- Ateiści – 3,29%
- Nie podano – 0,26%